# Azotură de argint
Azotura de argint este un compus anorganic cu formula chimică Ag3N. O importantă proprietate a sa este solubilitatea într-o soluție concentrată de amoniac.

## Proprietăți
Nitrura de argint este greu solubilă în apă, dar este descompusă de acizii anorganici. Însă, în acizii concentrați, acest compus poate crea chiar și o explozie. Se descompune, de asemenea, la temperatura camerei, iar, încălzit peste 165°Celsius, explodează.
1. ↑  Silver nitride (în engleză), ChemSpider, accesat în 10 septembrie 2016